# Relacions entre Moçambic i Portugal
Les relacions entre Portugal i Moçambic es refereix a la les relacions actuals i històriques entre Portugal i Moçambic. Ambdós països formen part de la Comunitat de Països de Llengua Portuguesa. Moçambic va assolir la independència de Portugal en 1975 després de la guerra d'independència de Moçambic. Portugal té una ambaixada a Maputo i un consolat a Beira i Moçambic té una ambaixada a Lisboa.

## Assistència de Portugal
Les empreses portugueses són els segons majors inversors en el mercat privat a Moçambic.
En juliol de 2008 Moçambic i Portugal van signar un acord per establir un fons per donar suport a inversions per valor de 124 milions US$ al sector de l'energia de Moçambic.
En juliol de 2008 Portugal va condonar els deutes pendents de Moçambic a Portugal, que s'estimaven en 393.400.000 US $, acumulada des de la independència fins a 2005.